# 년

한자의 년

년(연)(年) 또는 연도(年度, 문화어: 년도)는 시간을 재는 단위로, 순한국어로 해라고 부른다. 특별한 언급이 없으면 보통 지구가 태양을 한 바퀴 도는 것을 기준으로 하며, 이때 일반적으로 그레고리 평균년으로 약 365.2425일과 같다.

## 천문학 정의
- 항성년: 지구가 태양의 주위를 완전히 1회전하는 주기로서 지구의 진공전주기(眞公轉週期)인 동시에 황도상에서 태양의 진선회주기(眞旋回週期)이다.

- 항성년 = 365.25636042일 + 0.11×10(t - 1900)

= 365일 6시 9분 9.5초 + 0.0001초(t - 1900) (황도상의 고정점을 기준)
- 근점년: 지구가 근일점에 도달한 순간부터 다음해 근일점에 오기까지의 시간. 지구와 태양 간의 거리의 복귀 주기이다. 이것은 다른 행성의 섭동에 의하여 매년 11″씩 서에서 동으로 옮겨간다.

- 근점년 = 363.25964134일 + 3.04일 × 10(t - 1900)

= 363일 6시 13분 53.0초 + 0.0026초(t - 1900) (근일점 기준)
- 태양년: 태양이 춘분점에서 다음의 춘분점에 도달하기까지의 주기.세차운동에 의하여 춘분점이 황도상을 매년 50.03″, 즉 0.013972°씩 동에서 서로 옮겨가므로 항성년보다 20분 24초 짧다.

- 태양년 = 365.24219879일 - 6.14일 × 10(t - 1900)

= 365일 05시 48분 46.0초 - 0.00530초(t - 1900) (춘분점 기준)
- 태음년: 평균 12삭망월. 약 354.347일.

- 식년: 달의 승교점인 백도와 황도와의 교점에 대한 태양의 1주천 주기

- 식년 = 346일 14시 52분 50.7초

우리가 보통 1년이라 하는 것은 1 태양년을 의미하며 윤달의 계산도 태양년을 기준으로 한다.
- 율리우스년: 365.25일. 광년 환산 등에 쓰인다.

## 계산
- 그레고리력의 평균년은 365.2425일 = 52.1775주 = 6,365.82시간 = 525,949.2분 = 31,656,952 초. (SI가 아님)
- 평균 해는 365일 = 8,760 시간 = 525,600분 = 31,536,000초.
- 윤년은 366일 = 8,784 시간 = 527,040분 = 31,622,400초

400년 주기의 그레고리력은 146,097일을 가지고 있으므로 정확히 208.71주가 된다.

## 같이 보기
- 달, 주